# Danh sách chính đảng Campuchia
Đảng phái chính trị là một tổ chức chính trị tán thành một ý thức hệ nhất định hoặc được hình thành xung quanh các vấn đề được lựa chọn với mục đích tham gia vào quyền lực, thường là bằng cách tham gia trong các cuộc bầu cử. Campuchia là một nhà nước độc đảng thống trị với Đảng Nhân dân Campuchia cầm quyền. Các đảng đối lập được cho phép, nhưng không có mấy cơ hội thực sự giành được quyền lực.

## Đảng phái

### Đại diện trong Quốc hội hiện nay
| Tên Việt                        | Tên Khmer      | Lãnh đạo   | Thành lập | Ghế trong Thượng viện | Ghế trong Quốc hội Campuchia | Ghế trong Xã  | Ghế trong Hội đồng Xã | Ý thức hệ                                 |
| ------------------------------- | -------------- | ---------- | --------- | --------------------- | ---------------------------- | ------------- | --------------------- | ----------------------------------------- |
| Đảng Nhân dân Campuchia         | គណបក្សប្រជាជនកម្ពុជា | Hun Sen    | 1951      | 46 / 57               | 68 / 123                     | 1.592 / 1.633 | 8.292 / 11.459        | Cải cách chủ nghĩa xã hội, Dân chủ xã hội |
| Đảng Cứu nguy dân tộc Campuchia | គណបក្សសង្រ្គោះជាតិ    | Sam Rainsy | 2012      | 11 / 57               | 55 / 123                     | 41 / 1.633    | 3.167 / 11.459        | Dân chủ tự do, Dân tộc, Nhân quyền        |

## Thứ yếu
| Tên gọi | Tên gọi                                           | Ý thức hệ                       | Lãnh đạo            | Thành lập |
| ------- | ------------------------------------------------- | ------------------------------- | ------------------- | --------- |
|         | Đảng Xã hội dân chủ Campuchia គណបក្សសង្គមប្រជាធិបតេកម្ពុជា | Ôn hòa, Tự do                   | Thorng Sovannara    | 2008      |
|         | Đảng Dân tộc Campuchia គណបក្សសញ្ជាតិកម្ពុជា              | Dân tộc                         | Seng Sokheng        | 2012      |
|         | Đảng Cộng hòa Dân chủ គណបក្សសាធារណរដ្ឋប្រជាធិបតេ          | Tự do, Dân tộc                  | Sovan Panhchakseila | 2012      |
|         | FUNCINPEC គណបក្ស ហ្វ៊ុនស៊ិនប៉ិច                           | Bảo hoàng, Dân tộc              | Norodom Arunrasmey  | 1978      |
|         | Đảng Phong trào Dân chủ Hang Dara                 | Nhân quyền, Tự do               | Hang Dara           | 2002      |
|         | Đảng Chống đói nghèo Khmer                        | Dân tộc, Chống đói nghèo, Tự do | Daran Kravanh       | 2007      |
|         | Đảng Phát triển kinh tế Khmer គណបក្សអភិវឌ្ឍន៍សេដ្ឋកិច្ច   | Tư bản Tự do                    | Huon Chamroeun      | 2012      |
|         | Đảng Dân chủ Khmer គណបក្សប្រជាធិបតេយ្យខ្មែរ               | Bảo thủ, Hợp hiến, Bảo hoàng    | Uk Phourik          | 1998      |
|         | Đảng Dân tộc Khmer Campuchia គណបក្សជាតិនៃកម្ពុជា         | Dân tộc, Tự do, Bảo thủ         | Sum Sitha           | 2004      |
|         | Đảng Cộng hòa Khmer គណបក្សសាធារណរដ្ឋកម្ពុជា              | Bảo thủ, Cánh hữu               | Lon Rith            | 2006      |
|         | Đảng Liên minh vì Dân chủ គណបក្សសម្ព័ន្ធដើម្បីប្រជាធិបតេយ្យ   | Dân tộc, Dân chủ                | Khem Veasna         | 2006      |
|         | Đảng Xã hội Tư pháp សង្គមយុត្តិធម៌                     | Hợp hiến, Tự do, Dân tộc        | Ban Sophal          | 2006      |
|         | Liên minh Nhân dân Campuchia សហរដ្ឋប្រជាជននៃប្រទេសកម្ពុជា  | Tự do                           | Sarath Oeurn        | 2003      |

## Cựu đảng
| Tên gọi                                                    | Lãnh đạo                        | Giải thể | Chú thích                                                |
| ---------------------------------------------------------- | ------------------------------- | -------- | -------------------------------------------------------- |
| Đảng Dân chủ                                               | Norodom Phurissara              | 1957     | Đảng cầm quyền từ năm 1946 đến 1955.                     |
| Đảng Phục hưng Khmer (Khmer Renewal)                       | Sisowath Monipong               | 1955     | Sáp nhập vào Sangkum Reastr Niyum.                       |
| Khmer Serei (Khmer Tự do)                                  | Sơn Ngọc Thành                  | 1976     | Sáp nhập vào Mặt trận Giải phóng Dân tộc Nhân dân Khmer. |
| Đảng Tự do                                                 | Norodom Norindeth               | 1955     | Đảng phái chính trị đầu tiên của Campuchia.              |
| Đảng Norodom Ranariddh                                     | Norodom Ranariddh               | 2012     |                                                          |
| Pracheachon (Hội liên hiệp Nhân dân)                       | Keo Meas, Non Suon và Penn Yuth | 1972     |                                                          |
| Đảng Dân chủ Cấp tiến                                      | Norodom Montana                 | 1955     |                                                          |
| Đảng Cộng hòa                                              | Sisowath Sirik Matak            | 1975     |                                                          |
| Sangkum Reastr Niyum (Cộng đồng xã hội chủ nghĩa bình dân) | Norodom Sihanouk                | 1970     | Đảng cầm quyền từ năm 1955 đến 1970.                     |
| Đảng Cộng hòa Xã hội                                       | Lon Nol                         | 1975     |                                                          |

## Quá cố
| Tên gọi | Tên gọi                               | Ý thức hệ                  | Lãnh đạo                                   | Thành lập |
| ------- | ------------------------------------- | -------------------------- | ------------------------------------------ | --------- |
|         | Liên minh Cộng đồng Quốc gia          | Dân tộc, Tự do, Bảo thủ    | Khieu Rada                                 | 1997      |
|         | Đảng Duy trì Dân tộc Campuchia        | Dân tộc, Bảo thủ           | Pen Sovann                                 | 1998      |
|         | Đảng Thành phố Indra Buddra           | Chủ nghĩa xã hội Phật giáo | Norak Attanak Vatano                       | 2003      |
|         | Đảng Thống nhất Quốc gia Campuchia    | Dân tộc                    | Khieu Samphan và Son Sen                   | 1992      |
|         | Đảng Cộng sản Campuchia               | Chủ nghĩa xã hội           | Pol Pot                                    | 1951      |
|         | Phong trào Liên minh Dân chủ Quốc gia | Dân chủ tự do              | Ieng Sary                                  | 1996      |
|         | Đảng Nhân quyền                       | Nhân quyền, Dân chủ tự do  | Kem Sokha                                  | 2007      |
|         | Đảng Cấp tiến Khmer                   | Cánh tả                    | Lev An                                     | 1997      |
|         | Đảng người Khmer yêu người Khmer      | Dân tộc, Chủ nghĩa xã hội  | Hienh Theo                                 | 2008      |
|         | Đảng Cứu giúp dân tộc Campuchia       | Tự do, Tập quyền, Hòa bình | Pen Sovann                                 | 1998      |
|         | Đảng Mặt trận Khmer                   | Dân tộc cực đoan, Tự do    | Suth Dina                                  | 2003      |
|         | Đảng Quốc dân                         | Dân tộc, Tự do, Bảo thủ    | Norodom Ranariddh                          | 2006      |
|         | Đảng Campuchia Dân chủ                | Dân tộc cực đoan           | Pol Pot                                    | 1981      |
|         | Đảng Sam Rainsy                       | Tự do, Tự do kinh tế       | Sam Rainsy                                 | 1995      |
|         | Đảng Trung lập Khmer                  | Tự do, Tập quyền           | Bou Hel và Ty Chhin                        | 1993      |
|         | Liên minh Dân chủ Campuchia           | Dân tộc, Bảo hoàng, Tự do  | Sam Rainsy, Norodom Ranariddh, Son Soubert | 1997      |